# Ретрополяция
Ретрополяция, ретроспективное прогнозирование — действие, обратное прогнозированию: нахождение по известным значениям переменной её неизвестных значений в начале динамического ряда. Ретрополяция применяется и как метод исследования прошлых условий на основе условий в настоящем, и как метод планирования текущих действий на основе представлений о желаемом будущем. Как метод исследования, ретрополяция исходит из текущих и недавних тенденций системы для определения её прошлых тенденций. Как метод планирования, ретрополяция начинается с определения желаемого будущего, а затем работает в обратном направлении для определения политики и программ, которые свяжут это заданное будущее с настоящим.

## Прогнозирование и ретрополяция
Основы ретрополяции как метода планирования были изложены Джоном Б. Робинсоном из Университета Ватерлоо в 1990 году. Фундаментальный вопрос ретроспективного прогнозирования заключается в следующем: «Если мы хотим достичь определённой цели, какие действия должны быть предприняты для её достижения?».
В то время как прогнозирование включает в себя предсказание будущего на основе анализа текущих тенденций, ретроспективное прогнозирование подходит к проблеме будущего с противоположного направления; это «метод, в котором предполагаются будущие желаемые условия и затем определяются шаги для достижения этих условий, вместо того, чтобы предпринимать шаги, которые являются просто продолжением существующих тенденций, экстраполированных на будущее».

## В статистике
В статистике и анализе данных ретрополяцию можно рассматривать как противоположность прогнозированию:
- прогнозирование включает в себя предсказание будущих (неизвестных) значений зависимых переменных на основе известных значений независимой переменной, то есть неизвестные значения в конце временного ряда находятся по известным значениям в начале ряда;
- ретрополяция включает в себя прогноз неизвестных значений независимых переменных в начале временного ряда для объяснения известных значений зависимой переменной в конце временного ряда[8].

Ретроспективное прогнозирование позволяет провести имитационный эксперимент, при котором сравниваются две траектории: имитируемая траектория анализируемой переменной и траектория реальной системы.

## Ретрополяция и картина будущего

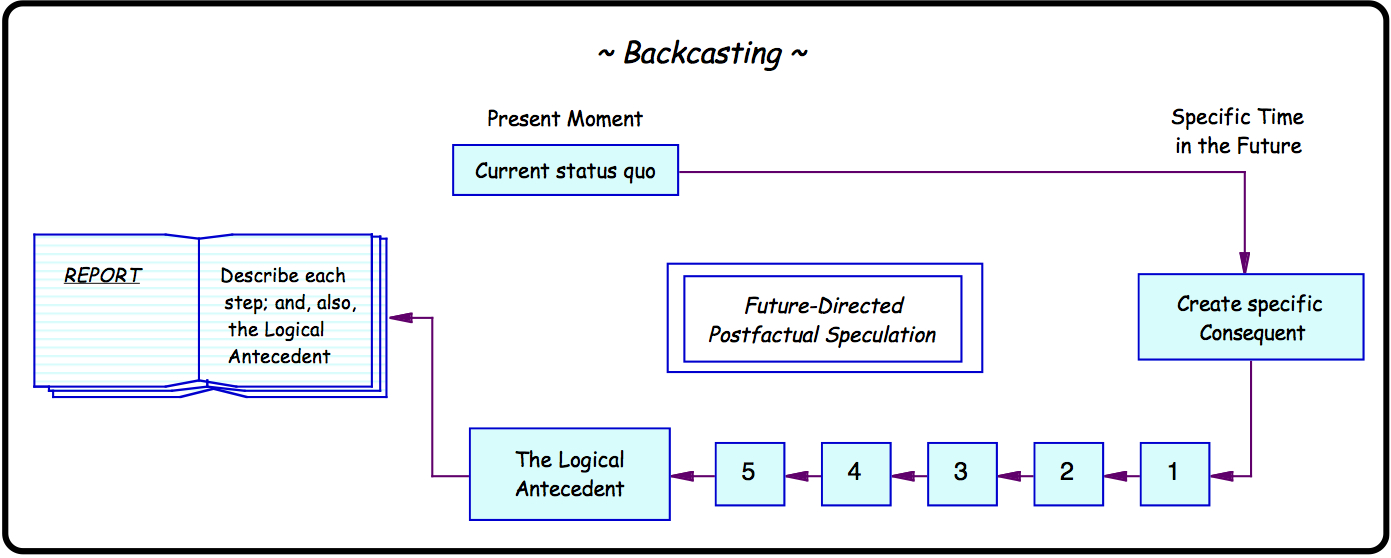
Временное представление ретрополяции

Ретрополяция как термин, введённый Джоном Б. Робинсоном в 1982 году, включает описание определённой и конкретной будущей ситуации. От этой ситуации производится воображаемое движение назад во времени, шаг за шагом, на столько этапов, сколько необходимо, чтобы прийти от будущего к настоящему и определить механизм, с помощью которого это конкретное будущее может быть достигнуто из настоящего.
Ретрополяция не связана с предсказанием будущего:
Основной отличительной чертой ретрополяции является озабоченность не вероятными вариантами будущего, а тем, как можно достичь желаемого будущего. Таким образом, ретрополяция является чисто нормативным методом, предполагающим «работу в обратном направлении» от конкретной будущей конечной точки к настоящему, чтобы определить, какие меры политики потребуются для достижения этого будущего.
Согласно Янсену (1994, стр. 503):
В рамках технологического развития «прогнозирование» касается экстраполяции достижений в будущее и исследования достижений, которые могут быть реализованы с помощью технологий в долгосрочной перспективе. И наоборот, аргументация «ретрополяции» заключается в следующем: на основе взаимосвязанной картины требований, которым технология должна отвечать в будущем — «критериев устойчивости» — для направления и определения процесса, в котором должна развиваться технология, а также, возможно, темпа, с которым это процесс разработки должен вступить в силу.
Ретроспективное прогнозирование [является] важным подспорьем в определении направления, в котором должна развиваться технология, и в определении целей, которые должны быть установлены для такого развития. Таким образом, ретроспективное прогнозирование является идеальным методом поиска для определения характера и масштабов технологической проблемы, создаваемой устойчивым развитием, и, таким образом, оно может служить для направления процесса поиска в сторону новых — устойчивых — технологий.

## Практическое применение
Ретрополяция все чаще используется в городском планировании и управлении водными и энергетическими ресурсами. Она использовалась Питером Глейком и его коллегами из Тихоокеанского института в исследовании 1995 года по водной политике Калифорнии в качестве альтернативы традиционным подходам к планированию водных ресурсов Калифорнии. В 2006 году в округе Капитал служба водоснабжения, которая обслуживает большую территорию Виктории в Британской Колумбии, Канада, взяла на себя обязательство проводить ретрополяцию до 2050 года в качестве элемента всех будущих инициатив по стратегическому планированию водных ресурсов.
Ретрополяция — ключевой компонент пути мягкой энергии, концепции, разработанной Эмори Ловинсом после энергетического кризиса 1973 года в Соединённых Штатах.
Ретрополяция — ключевой элемент «Основ стратегического устойчивого развития», впервые разработанных Карлом-Хенриком Робертом, основателем The Natural Step, международной некоммерческой организации, занимающейся прикладными исследованиями в области устойчивого развития.
Ретрополяция используется при реконструкции климата и в космологии для определения условий (то есть значений неизвестных независимых переменных), которые существовали в далёком прошлом, на основе известных (более точно оценённых) значений прошлых зависимых переменных.

## Исследовательские группы, использующие ретрополяцию
- The Natural Step Canada
- Global Scenario Group[англ.]
- Сканирование горизонтов[англ.]
- Тихоокеанский институт[англ.]
- Tellus Institute[англ.]
- Stratalis Group